# La! Neu?
La! Neu? (la! NÊU?) — немецкая краут-рок-группа, образованная Клаусом Дингером, участником групп Kraftwerk, Neu! и La Düsseldorf. С 1996 года группа выпускала альбомы на специально образованном сублейбле «Dingerland» японского лейбла Captain Trip Records.
Под названием La! Neu? также выходили записи друзей Дингера — альбом клавишника Рембрандта Ленсинка God Strikes Back, альбом группы Bluepoint Underground, а также альбом Die With Dignity «Kraut». Альбом Дингера Blue был записан в 1984—1986 и выпущен в 1999 году в рамках проекта La! Neu?.
С 2001 года группа и лейбл Dingerland были неактивны.
Клаус Дингер умер 21 марта 2008 года.

## Музыканты
- Klaus Dinger (вокал, электроника)
- Viktoria Wehrmeister (вокал, перкуссия)
- Dirk Flader (гитара)
- Thomas Klein (ударные)
- Rembrandt Lensink (клавишные)
- Konstantin Wienstroer (бас)
- Andreas Reihse (клавишные)
- Klaus Immig (ударные, перкуссия)

## Дискография

### Альбомы
- 1996 — Düsseldorf
- 1997 — Zeeland
- 1998 — Goldregen (Gold Rain)
- 1998 — Year of the Tiger
- 1999 — Blue (la Düsseldorf 5)

### Концертные записи
- 1998 — Cha Cha 2000 — live in Tokyo — 2CD
- 1999 — Live in Tokyo 1996 Vol. 2 — 2CD
- 2001 — Live at Kunsthalle Düsseldorf — 2CD